# Sedlo Kubínska hoľa
Sedlo Kubínska hoľa (pol. Przełęcz pod Kubińską Halą, 1310 m) – płytka przełęcz w paśmie Magury Orawskiej na Słowacji, między Minčolem (1394 m) a szczytem Hali Kubińskiej (Kubínska hoľa, 1349 m).
Przełęcz znajduje się w szerokim, trawiastym grzbiecie, obecnie stopniowo zarastającym lasem. To pozostałość dawnej hali. Północne stoki przełęczy opadają łagodnie ku położonym wysoko (blisko 1300 m n.p.m.) źródliskom Hruštínki i jej prawobrzeżnego dopływu, potoku Klimovka. Natomiast stoki południowe są strome, zupełnie nierozczłonkowane i opadają ku położonym na wysokości niespełna 900 m n.p.m. źródłom Záskalskiego potoku. Na wysokości 1096 m n.p.m. znajduje się na nich Chata na Kubínskej holi.
Północne stoki przełęczy wraz z północnymi stokami samej Kubińskiej hali, aż po samą linię grzbietu, obejmuje Obszar Chronionego Krajobrazu Górna Orawa.
Przez przełęcz biegnie główny, grzbietowy szlak Magury Orawskiej, w dół odbiega od niego krótki szlak łącznikowy. Nieco poniżej słupka turystycznego wypływa niewielkie źródełko.
Przełęcz pod Kubińską Halą jest dobrym punktem widokowym na południową stronę. Panorama widokowa obejmuje Tatry Zachodnie, Góry Choczańskie, w których wyróżnia się charakterystyczny Wielki Chocz, Wielką Fatrę i Niżne Tatry.

## Szlaki turystyczne
odcinek: Minčol – Sedlo Kubínska hoľa – Čierny vrch – Dva pne – Mokradská hoľa – Príslop – Sedlo Príslop
  Sedlo Kubínska hoľa – skrzyżowanie ze szlakiem niebieskim – Chata na Kubínskej holi. Czas przejścia: 25 min.